# Koutiala
Koutiala är Malis fjärde största stad, och ligger i den administrativa regionen Sikasso, cirka 140 kilometer norr om staden Sikasso. Koutiala är huvudort i kretsen Koutiala och hade strax över 160 000 invånare 2013.

## Historia
Koutiala grundades i Miniankalandet på 1500-talet av medlemmar i familjen Coulibaly från Ségou i Bambarariket med bambarafolket. Nu har den ett viktigt sjukhus för kvinnor och barn.

## Administrativ indelning
Koutiala är indelat i 20 stadsdelar (quartiers):
- 1er Quartier
- 5eme Quartier
- Bolibana
- Bougoro
- Dar Salam 1
- Dar Salam 2
- Deresso
- Hamdalaye
- Koulikoro
- Koumbe
- Lafiala
- Medina Coura
- N'Tiesso
- Ntonasso
- Signe
- Sogomougou Parcel
- Watrosso
- Wattarala
- Wolobougou
- Wolosso

## Ekonomi

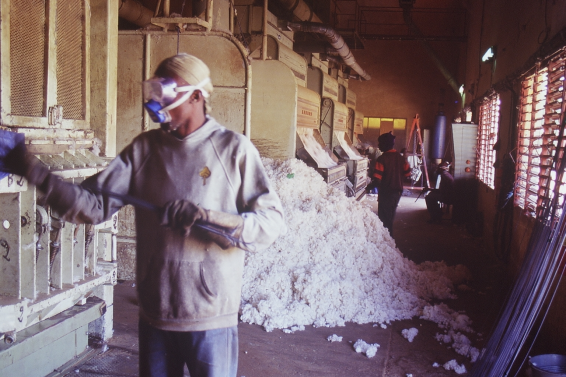
Bomullsproduktion i CMDT.

Koutiala är Malis största och mest kända bomullsproducerare och staden kallas ibland för "det vita guldets huvudstad", på grund av sin bomull. Sedan 1980-talet har industrin dock drabbats av en stagnation. Förutom bomull är Koutiala känd för sin spannmålsproduktion, främst av hirs, durra och majs. Koutiala är Malis näst mest industrialiserade stad, med bland annat fabrikerna Compagnie malienne pour le développement du textile (CMDT) och Huilerie cotonnière du Mali (HUICOMA).

## Miljö
Koutiala är utsatt för stora föroreningar i deras vatten. Anledningen är många fabrikers utsläpp.

## Sport
Den 3 januari 2009 öppnades en idrottsanläggning med plats för 4 000 personer av presidenten Amadou Toumani Touré. Anläggningen kostade runt 1,2 miljarder CFA-franc och finansierades helt av Kina.

## Kända personer
- Ibrahim Boubacar Keïta (1945 -), politiker.

## Vänorter
- Alençon, Frankrike.